# アンドリュー・エリス
アンドリュー・エリス（Andrew "Andy" Michael Ellis、1984年2月21日 - ）は、ニュージーランド出身のラグビー選手。

## 人物
- 1984年2月21日、ニュージーランド、クライストチャーチで生まれる。
- ポジションはスクラムハーフ(SH)。
- 身長182cm、体重90kg。
- ニックネームはアンディ。
- 世界選抜に選ばれたことがある[1]。

## キャリア
クライストチャーチ市内のバーンサイドハイスクール卒業、リンカーン大学に進学。2005年、ラグビーニュージーランド21歳以下代表に選出される。同年、ニュージーランド州代表選手権エアニュージーランドカップ(現ITM CUP)のカンタベリー州代表チームに入る。

2006年、スーパー14(現スーパーラグビー)のクルセイダーズに入り、それまでスクラムハーフのレギュラーだったケヴィン・セニオ(Kevin Senio)とのポジション争いに勝ち、エリスはレギュラー出場を果たすも、プレイオフ、セミファイナルのブルズ戦で負傷、ファイナルは欠場する。
2006年、オールブラックスに初選出され、イングランド戦でデビュー。2007年開催のラグビーワールドカップフランス大会に選出される。同年、ジュニアオールブラックスに選出。
2015年、トップリーグの神戸製鋼に加入。同年11月15日に行われたジャパンラグビートップリーグ第1節のキヤノンイーグルス戦に先発出場で日本での公式戦初出場を果たした。
2020年、神戸製鋼コベルコスティーラーズを退団した。
2021年、ラグビー・ユナイテッド・ニューヨークに加入。

## 受賞歴
- 2018-19トップリーグベスト15

## エピソード
同じポジション、ブロンドの長髪ということで、元オールブラックス、クルセイダーズのジャスティン・マーシャルと比較されることが多い。